# Papa Sergio IV
Papa Sergio IV, nato Pietro Boccapecora o Boccadiporco (Roma, 970 circa – Roma, 12 maggio 1012), è stato il 142º papa della Chiesa cattolica dal 31 luglio 1009 alla morte.

## Biografia

### Origini
Pietro Boccadiporco (Bucca porca od Os Porci, nei documenti) era figlio di un calzolaio romano, di nome Pietro, e di Stefania. Nato verso il 970, entrò a far parte dell'ordine benedettino. Nel 1004 divenne vescovo di Albano e cardinale allo stesso titolo.

### Pontificato
Pietro venne eletto papa il 31 luglio 1009, quando il predecessore Giovanni XVIII era ancora in vita. Fu consacrato dopo la morte del predecessore e adottò il nome pontificale di Sergio IV, per rispetto al primo pontefice, san Pietro. Benché il suo raggio d'azione fosse stato limitato dall'onnipotenza politica di Giovanni Crescenzi III († 1012) (e per questo motivo sono disponibili poche notizie riguardo al suo pontificato), di Sergio IV vengono talvolta attribuite le misure per alleviare la carestia a Roma, l'esenzione di certi monasteri dal governo episcopale e una bolla papale (datata 1010) che chiedeva la cacciata dell'Islam dalla Terra santa, dopo che il califfo fatimida al-Hakim bi-Amr Allah aveva saccheggiato i luoghi di culto dei cristiani. Si prodigò, inoltre, nel redigere un epitaffio in onore del suo predecessore, Papa Silvestro II, all'ingresso della Basilica Lateranense.
Sergio IV morì il 12 maggio 1012. Gli successe papa Benedetto VIII, Teofilatto II dei conti di Tuscolo, ostile alla fazione dei Crescenzi che stavolta non poté imporre il proprio candidato, l'antipapa Gregorio VI.
Sergio IV è sepolto nella basilica di San Giovanni in Laterano.